# Orlando Aravena
Orlando Aravena (21. října 1937, Talca – 21. března 2024, Santiago de Chile) byl chilský fotbalista, záložník. Po skončení aktivní kariéry působil jako trenér, byl mj. v letech 1987-1989 trenérem chilské fotbalové reprezentace.

## Fotbalová kariéra
Hrál za CD Magallanes, Deportes La Serena, CD Palestino, Colo-Colo a CD Ñublense. S Deportes La Serena vyhrál v roce 1960 chilský fotbalový pohár. V Poháru osvoboditelů nastoupil v 17 utkáních a dal 2 góly. Za reprezentaci Chile nastoupil v letech 1957–1965 v 6 reprezentačních utkáních.

## Ligová bilance
| Ročník                          | Zápasy | Góly | Klub               |
| ------------------------------- | ------ | ---- | ------------------ |
| Primera División (Chile) 1957   | 19     | 0    | CD Magallanes      |
| Primera División (Chile) 1958   | -      | -    | Deportes La Serena |
| Primera División (Chile) 1959   | -      | -    | Deportes La Serena |
| 2. chilská liga 1960            | -      | -    | Deportes La Serena |
| 2. chilská liga 1961            | -      | -    | Deportes La Serena |
| Primera División (Chile) 1962   | -      | -    | Deportes La Serena |
| Primera División (Chile) 1963   | -      | -    | Deportes La Serena |
| Primera División (Chile) 1964   | -      | -    | Deportes La Serena |
| Primera División (Chile) 1965   | 31     | 2    | CD Palestino       |
| Primera División (Chile) 1966   | 11     | 0    | Colo-Colo          |
| Primera División (Chile) 1967   | 25     | 4    | Colo-Colo          |
| Primera División (Chile) 1968   | 22     | 0    | Colo-Colo          |
| Primera División (Chile) 1969   | 8      | 0    | Colo-Colo          |
| Primera División (Chile) 1970   | 33     | 1    | Deportes La Serena |
| 2. chilská liga 1971            | -      | -    | CD Ñublense        |
| 2. chilská liga 1972            | -      | -    | CD Ñublense        |
| CELKEM Primera División (Chile) | -      | -    |                    |

## Trenérská kariéra
Kromě chilské reprezentace byl trenérem chilských klubů Colo-Colo, CD Ñublense, CD Universidad Católica, Unión Española‎, CD O'Higgins‎, CSD Rangers, Everton de Viña del Mar, CD Palestino a Santiago Morning.

## Zákaz činnosti
V roce 1989 hrálo Chile kvalifikační utkání o postup na mistrovství světa 1990 proti Brazílii na stadionu Maracanã v Riu de Janeiro. Kdyby Chile nevyhrálo, nepostoupilo by. Když prohrávalo 1:0, přilétla k brankáři Roberto Rojasovi pyrotechnika, on spadl na hřiště, svíjel se a držel si čelo. Rojas byl se zkrvavenou hlavou odnesen z hřiště; jeho spoluhráči odešli z hřiště a zápas byl nedokončený. Videozáznamy později ukázaly, že Rojas nebyl pyrotechnikou zasažen. Zjistilo se, že si poranění hlavy způsobil sám žiletkou, kterou měl schovanou v rukavici. FIFA kontumovala zápas 2:0 pro Brazílii, takže Chile nepostoupilo na MS 1990. Navíc bylo Chile vyloučeno z MS 1994 a brankář Rojas s trenérem Orlandem Aravenou a týmovým lékařem Danielem Rodriguezem dostali doživotní zákaz činnosti. Chilské šetření zjistilo, že Orlando Aravena nařídil Rojasovi a Rodriguezovi pomocí vysílačky zůstat na zemi a že Rojas měl opustit hřiště na nosítkách.